# Flecha Ligeira
Straight Arrow (no Brasil, Flecha Ligeira; em Portugal, Águia Branca), é um personagem fictício do gênero western. Surgiu em um programa de rádio em 1948, que contava a história de um órfão comanche que se criou entre os brancos. Quando cresceu, usava a identidade secreta de Steve Adams.

Na  Década de 1950, ganhou uma revista em quadrinhos pela Magazine Enterprises. Na primeira revista, a história foi produzida por Gardner Fox (roteiros) e Fred Meagher (desenhos). Depois surgiu a revista com as histórias de seu cavalo palomino, que era chamado de Fury (Fúria no Brasil). A revista foi publicado de 1950 a 1956.
Além disso, também teve tiras diárias e pranchas dominicais distribuídas pelo Bell-McClure Syndicate de junho de 1950 a 31 de julho de 1951.

## No Brasil
A revista Novo Globo Juvenil da Editora Globo publicou as tiras iniciais de Flecha Ligeira, a partir do número 2009 de janeiro de 1951 (aventura inicial com o título "O Tesouro das Serras").
O herói foi lançado em uma revista própria pela mesma editora (com o nome trocado para Rio Gráfica Editora) no ano de 1953, de grande êxito. E assim como aconteceu com o Cavaleiro Negro (Black Rider), quando seu material original acabou, foi continuado por artistas brasileiros., como  Evaldo Oliveira, José Menezese Walmir Amaral.
Nos anos 80, a Editora Vecchi publicou algumas histórias do Flecha Ligeira na revista "Histórias do Faroeste".